# Auguste Mermet
Auguste Mermet, född 5 januari 1810 i Bryssel, död 4 juli 1889 i Paris, var en fransk kompositör.

## Biografi
Auguste Mermet var en fransk kompositör. Hans ungdomsarbetet som han hade arbetat på i 15 år var opera Roland a Roncevaux som uppfördes för första gången 1864 på Théâtre-Lyrique i Paris och blev väldigt omtyckt.